# Firefox Focus
Firefox Focus — вільний мобільний браузер від компанії Mozilla Foundation, що поставляється у складаннях для смартфонів та планшетів на Android і iOS.

## Історія
Firefox Focus спочатку був застосунком, що блокував трекери для мобільних пристроїв iOS, і був випущений у грудні 2015 року. Незабаром він був розроблений у мінімалістичний веббраузер. Однак він все ще може працювати виключно як блокувальник відстеження у фоновому режимі браузера Safari на пристроях Apple.
У червні 2017 року перший реліз для Android став загальнодоступним і був завантажений понад мільйон разів за перший місяць. Станом на січень 2017 року він доступний 27 мовами. З липня 2018 року Firefox Focus попередньо встановлений на BlackBerry Key2 як частина застосунку Locker.

## Приватність
Браузер орієнтований на забезпечення приватності і надання користувачеві повного контролю над своїми даними. У Firefox Focus вбудовані інструменти для блокування небажаного контенту, включаючи рекламу, віджети соціальних мереж і зовнішній JavaScript-код для відстеження переміщень. Блокування стороннього коду істотно скорочує обсяг завантажувальних матеріалів і позитивно позначається на швидкості завантаження сторінок. Наприклад, у порівнянні з мобільною версією Firefox для Android в Focus сторінки завантажуються в середньому на 20% швидше. У браузері також є кнопка для швидкого закриття вкладки з очищенням всіх пов'язаних з нею логів, записів в кеші і cookie.
У Firefox Focus за замовчуванням включена надсилання телеметрії зі знеособленої статистикою про поведінку користувача. Інформація про збір статистики явно позначена в настройках і може бути вимкнена користувачем. Крім телеметрії, після установки браузера надсилаються відомості про джерело отримання застосунку (ідентифікатор рекламної кампанії, IP-адреса, країна, локаль, ОС). Надалі, якщо не вимкнути режим надсилання статистики, періодично надсилаються відомості про частоту використання програми. Дані включають інформацію про активність виклику програми, які використовуються налаштуваннях, частоті відкриття сторінок з адресного рядка, частоті надсилання пошукових запитів (інформація про те які саме сайти відкриваються не передається).
Дані відправляються на сервери сторонньої компанії Adjust GmbH, яка крім переданої статистики також володіє даними про IP-адресу пристрою. За IP-адресою переміщення користувача можна відстежувати на основі оцінки місця розташування діючого провайдера. Але зрозуміти який саме користувач пов'язаний з IP-адресою проблематично, бо Firefox Focus відправляє дані без ідентифікатора і прив'язати IP в загальному наборі статистики до конкретного пристрою не вийде.
Версія для Android побудована на компонент GeckoView, заснованого на тому ж рушії Quantum, що і настільний Firefox. Версія для iOS використовує рушій Webkit через обмежень платформи (неможливо реалізувати JIT-компілятор). Сирцеві тексти Firefox Focus поширюються під ліцензією MPL 2.0.

## Галерея

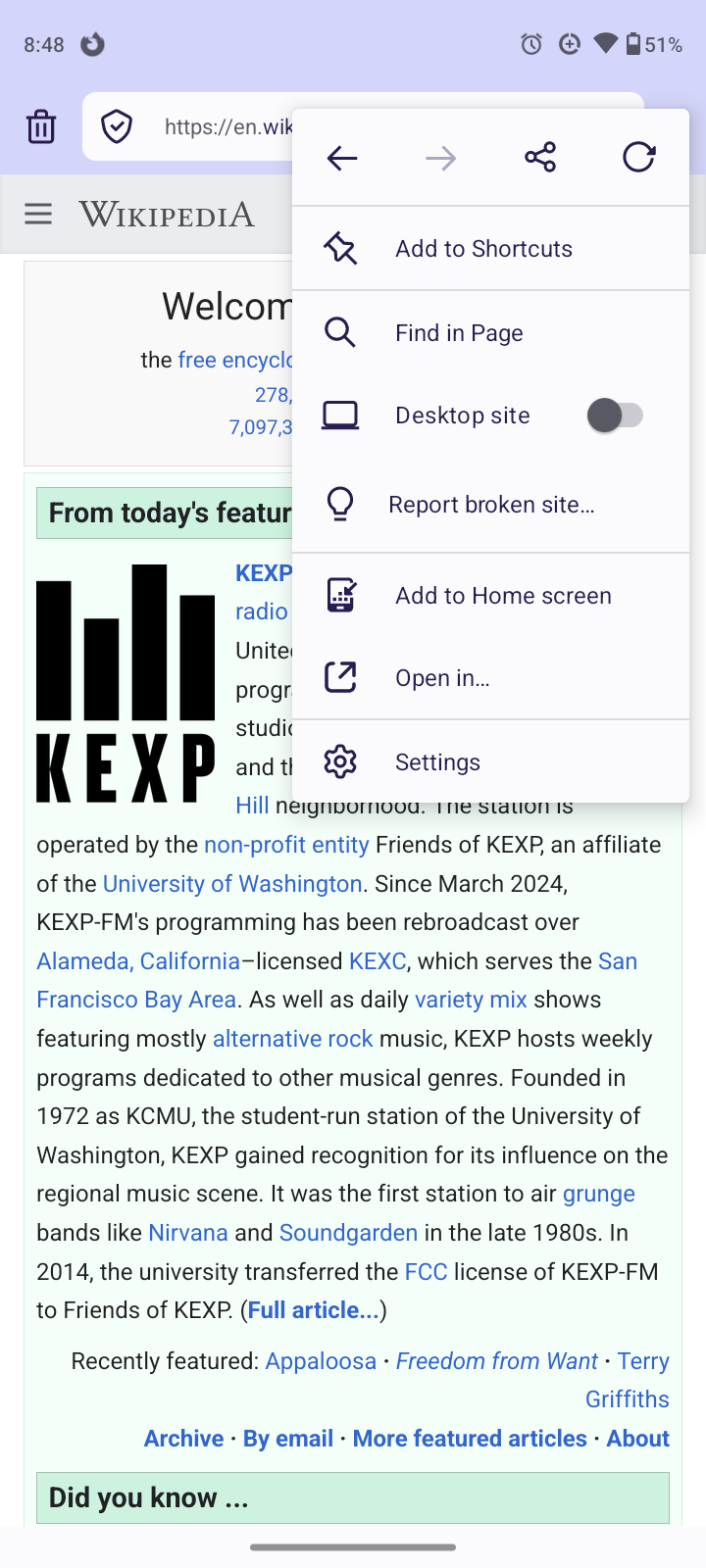
Пошук на сторінці
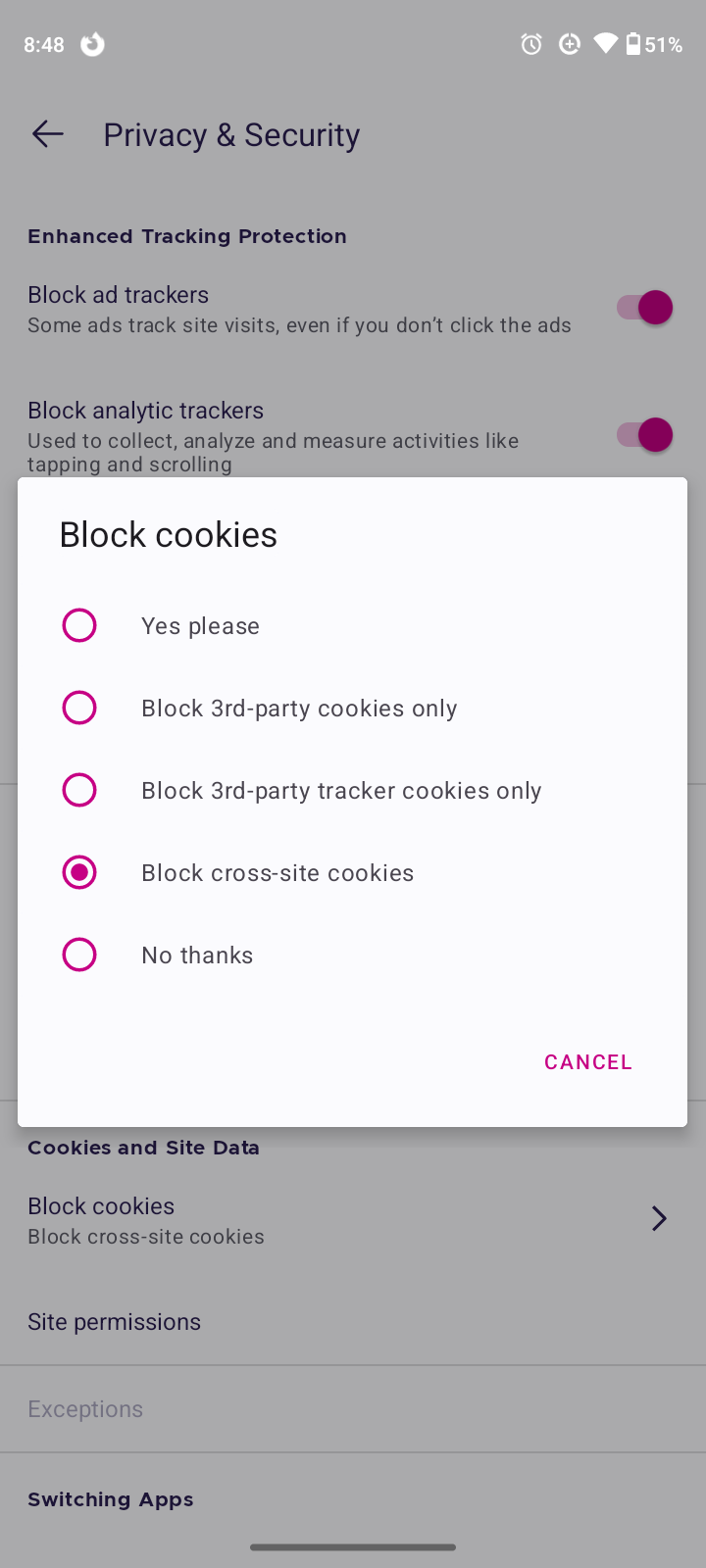
Блокування кукі
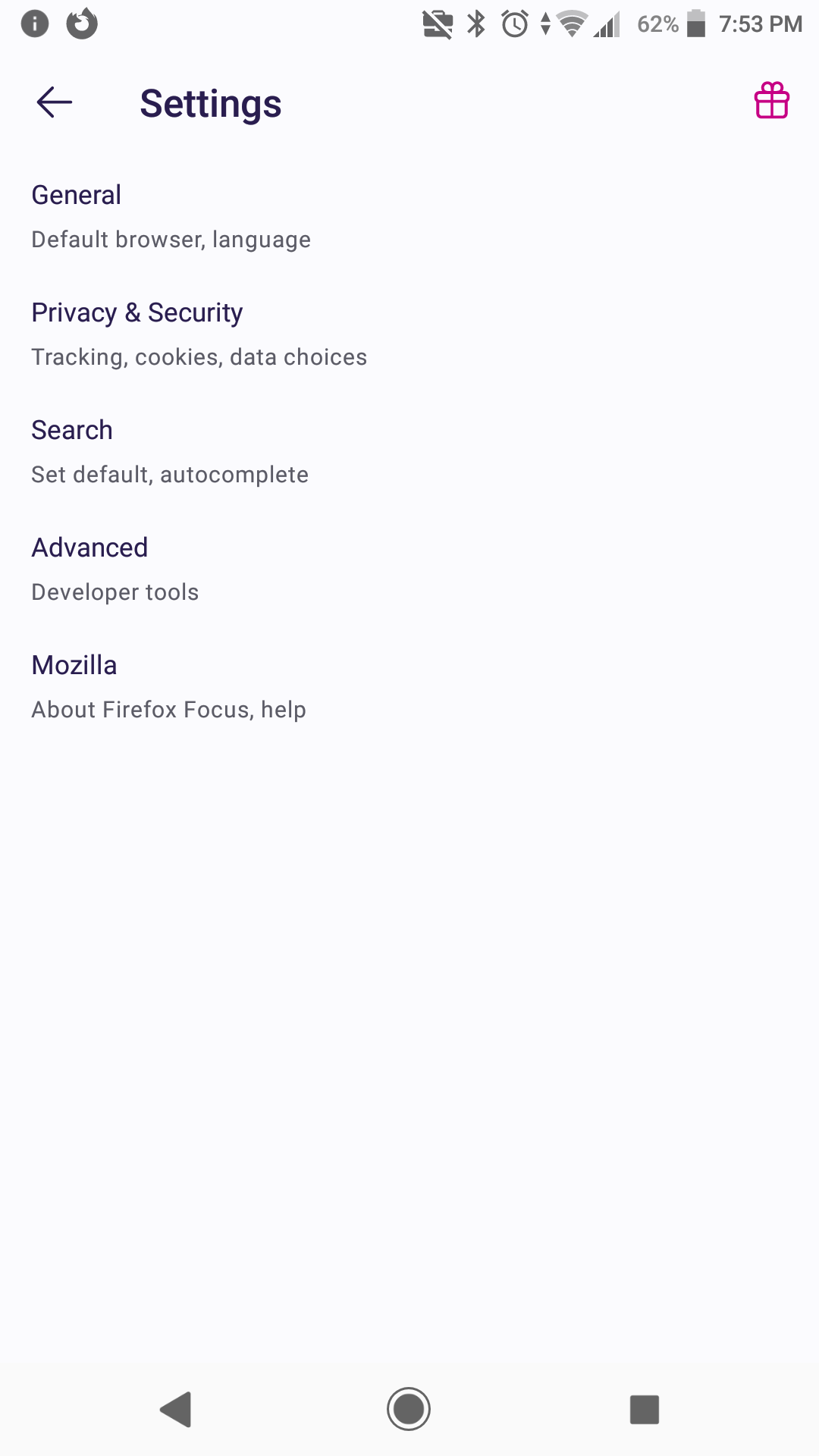
Налаштування

## Виноски
1. ↑  Focus by Firefox - Content Blocking tor the Open Web - Mozilla. Mozilla Foundation. Архів оригіналу за 18 грудня 2019. Процитовано 18 липня 2018.
2. ↑   https://play.google.com/store/apps/details?id=org.mozilla.klar. Процитовано 19 квітня 2021. {{cite web}}: Пропущений або порожній |title= (довідка)
3. ↑  Firefox Focus with GeckoView – Mozilla Hacks - the Web developer blog. Mozilla Hacks – the Web developer blog (амер.). Архів оригіналу за 16 липня 2021. Процитовано 25 березня 2021.
4. ↑  Vilches, Jose (18 листопада 2016). Firefox Focus for iOS makes private browsing quick and easy. TechSpot. Архів оригіналу за 18 липня 2018. Процитовано 27 липня 2017.
5. ↑  Nguyen, Nick (17 листопада 2016). Introducing Firefox Focus – A Free, Fast Private Browser for iPhone. Mozilla Foundation. Архів оригіналу за 16 лютого 2020. Процитовано 18 липня 2018.
6. ↑  Berger, Daniel (21 липня 2017). Firefox Klar Eine Million Downloads. heise online (German) . Архів оригіналу за 23 червня 2018. Процитовано 18 липня 2018.
7. ↑  Nguyen, Nick (25 січня 2017). Firefox Focus Now Available in 27 Languages (англ.). Архів оригіналу за 16 лютого 2020. Процитовано 18 липня 2018.
8. ↑  New Features in Firefox Focus for iOS, Android – now also on the BlackBerry Key2. Mozilla Foundation. 12 липня 2018. Архів оригіналу за 22 серпня 2018. Процитовано 18 липня 2018.
9. ↑  Carrasqueira, João (12 липня 2018). Firefox Focus gets new Features on Android and iOS and comes to the latest Blackberry. Neowin. Архів оригіналу за 7 січня 2019. Процитовано 18 липня 2018.